# Eske Bille
Eske Bille (født ca. 1480, død 9. februar 1552), dansk diplomat, rigshofmester og lensmand. Søn af Peder Bille og Anne Knudsdatter Gyldenstierne.

## Oversigt
- 1510-14, lensmand på Københavns slot.
- 1523, i rigsrådet.
- 1529–37, lensmand på Bergenhus.
- 1537, slået til ridder.
- 1538, deltog i fyrstemødet i Braunschweig.
- 1547-52, rigshofmester.

## Biografi
Eske Bille var 1510-14 lensmand på Københavns slot og derefter på Hagenskov på Fyn, hvor han viste sig som en myndig mand med en fast karakter. Han kom hurtigt ud i stridigheder med den selvrådige bondebefolkning i Båg Herred og dermed også med Christian 2., der tog lenet fra ham. Frederik 1. gav ham lenet tilbage, og han blev optaget i rigsrådet i 1523. I 1529 blev han sendt til Bergen som lensmand for at hævde Norges forbindelse med Danmark under de urolige forhold. Bille opstådte med fasthed i denne stilling, over for både Christian 2.'s tilhængere og ærkebiskop Olaf Engelbrechtsen i Trondheim som han søgte at knytte til Danmark. Stillingen blev farligere efter kong Frederiks død. Det lykkedes ham dog at hævde besiddelsen af Bergenhus så dets overdragelse til det norske rigsråd kun skulle stå ved magt indtil et kongevalg havde fundet sted. Da han imidlertid ville tage til det aftalte kongevalg i Danmark i juni 1534, blev han taget til fange i Øresund af et lybsk orlogsskib fordi grevefejden pludselig var brudt ud.
Indtil november 1535 måtte han opholde sig i en slags fangenskab. Han var kommet fri af sine troskabsløfter under disse forhold. Bille vendte tilbage til Norge for at arbejde for Christian 3., som på den tid havde taget så godt som hele Danmark i besiddelse, efter at de to havde haft en sammenkomst. Men da han ville tage til Trondheim i anledning af et herremøde som ærkebispen havde udskrevet, blev han opsnappet undervejs af ærkebispens folk og atter holdt i fangenskab i lang tid, mens ærkebispens folk forgæves prøvede at overtage Bergenhus. Bille blev igen løsladt mod at forpligte sig til at overdrage Bergenhus til det norske råd, men personlig hyldede han Christian 3., ligesom det sydnorske råd havde gjort. Han vedblev energisk med at hævde Christian 3.'s sag, indtil ærkebispen 1537 måtte forlade Norge, som nu var nært knyttet til Danmark.
Efter ønske trak Bille sig nu tilbage til Danmark, hvor reformationen i mellemtiden var gennemført, og hans egen broder, biskop Ove Bille, var sat i fængsel. Selvom han selv var udpræget katolsk sindet, mødte han megen velvilje fra Christian 3.'s side og indtog meget betydelige stillinger. Ved kroningen 1537 blev han slået til ridder, deltog 1538 i fyrstemødet i Braunschweig, senere i forskellige vigtige diplomatiske sendelser og blev 1547 rigshofmester, en stilling som han beholdt til sin død.